# 孔多爾丘庫尼亞山 (奧魯羅省)
19°15′S 66°43′W / 19.250°S 66.717°W

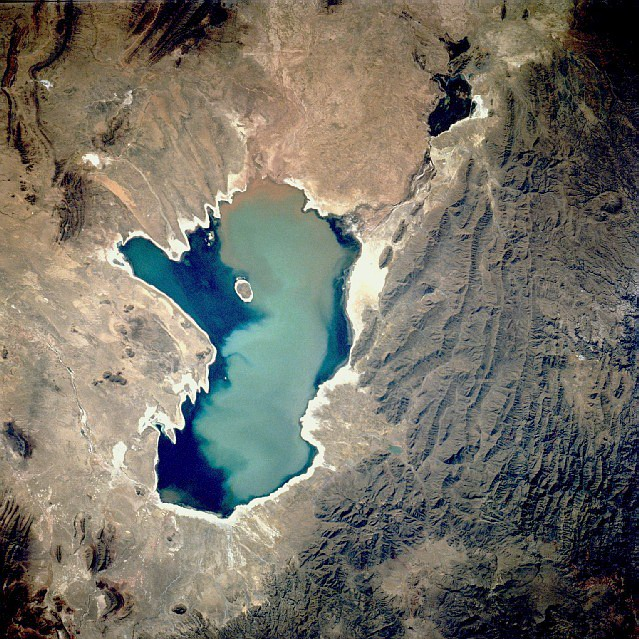

孔多爾丘庫尼亞山（Kuntur Chukuña），是玻利維亞的山峰，位於該國西部奧魯羅省，處於波波湖東南面和哈通維拉庫柳山西北面，屬於安第斯山脈的一部分，海拔高度4,035米。